# Chlorodynerus infrenis
Chlorodynerus infrenis är en stekelart som beskrevs av Giordani Soika 1970. Chlorodynerus infrenis ingår i släktet Chlorodynerus och familjen Eumenidae. Inga underarter finns listade i Catalogue of Life.